# Temples

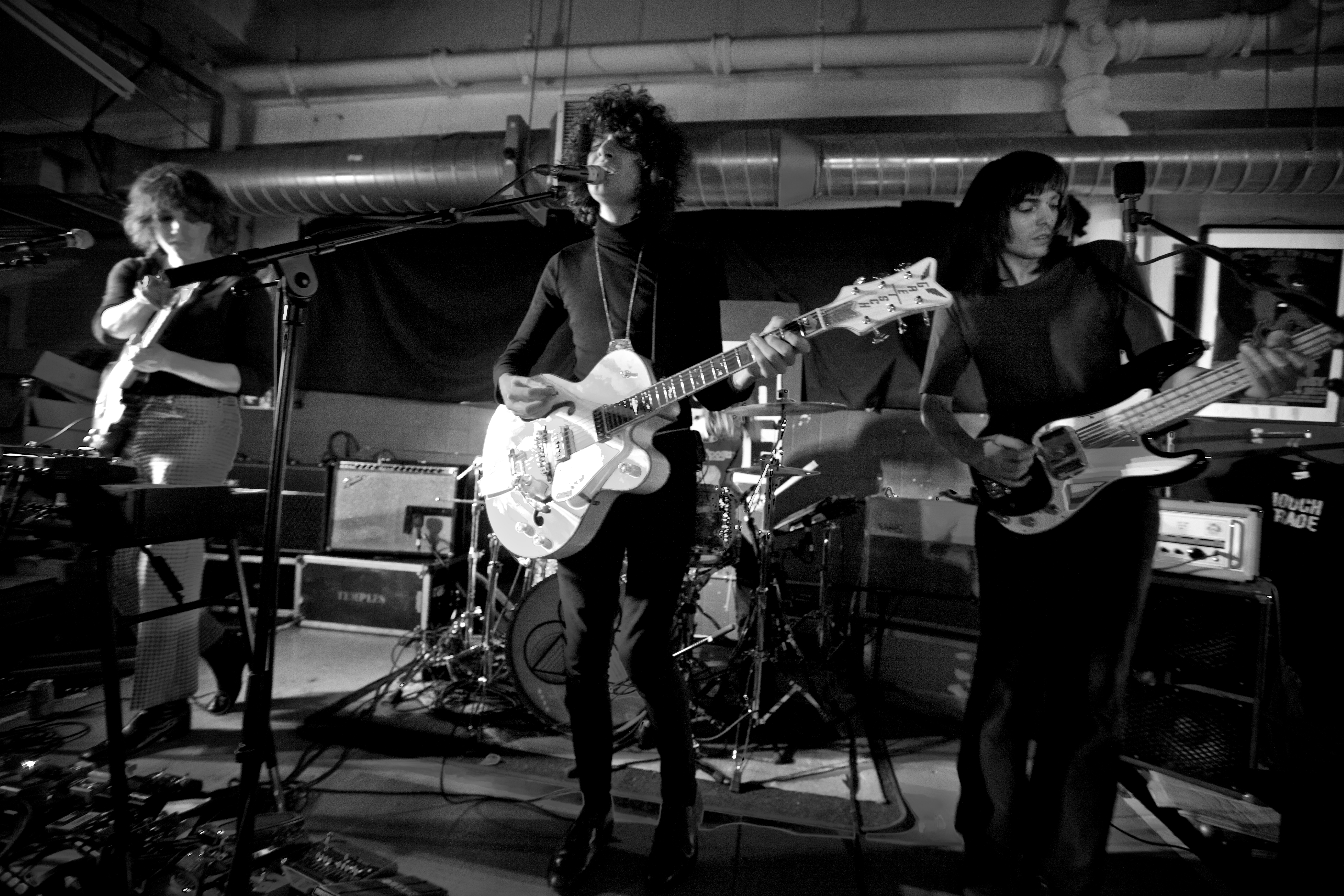
Temples (2014)

Temples ist eine britische Rockband, deren Musik sich dem Genre des Psychedelic Rock zuordnen lässt und die sich am Pop der 1960er Jahre orientiert.

## Beschreibung
Die aus Kettering in England stammende Band Temples wurde im Jahr 2012 vom Sänger und Rhythmusgitarrist James Bagshaw sowie vom Bassisten Thomas Walmsley gegründet. Später stießen der Keyboarder und Gitarrist Adam Smith sowie der Schlagzeuger Samuel Toms hinzu.
Temples veröffentlichte vier Studioalben, zwei EPs und einige Singles. Ihr Debütalbum Sun Structures wurde im Jahr 2014 veröffentlicht und gelangte auf Platz sieben der Britischen Musikcharts. Die Band ist beim Londoner Plattenlabel Heavenly Records unter Vertrag und tritt international als Vorgruppe sowie als Headliner auf. Noel Gallagher von Oasis und Johnny Marr von The Smiths bezeichneten im Jahr 2013 die Temples als „beste neue Band im Vereinigten Königreich“. Gallagher kritisierte 2013, dass die Band beim populären britischen Musiksender BBC Radio 1 unterrepräsentiert sei.

## Geschichte

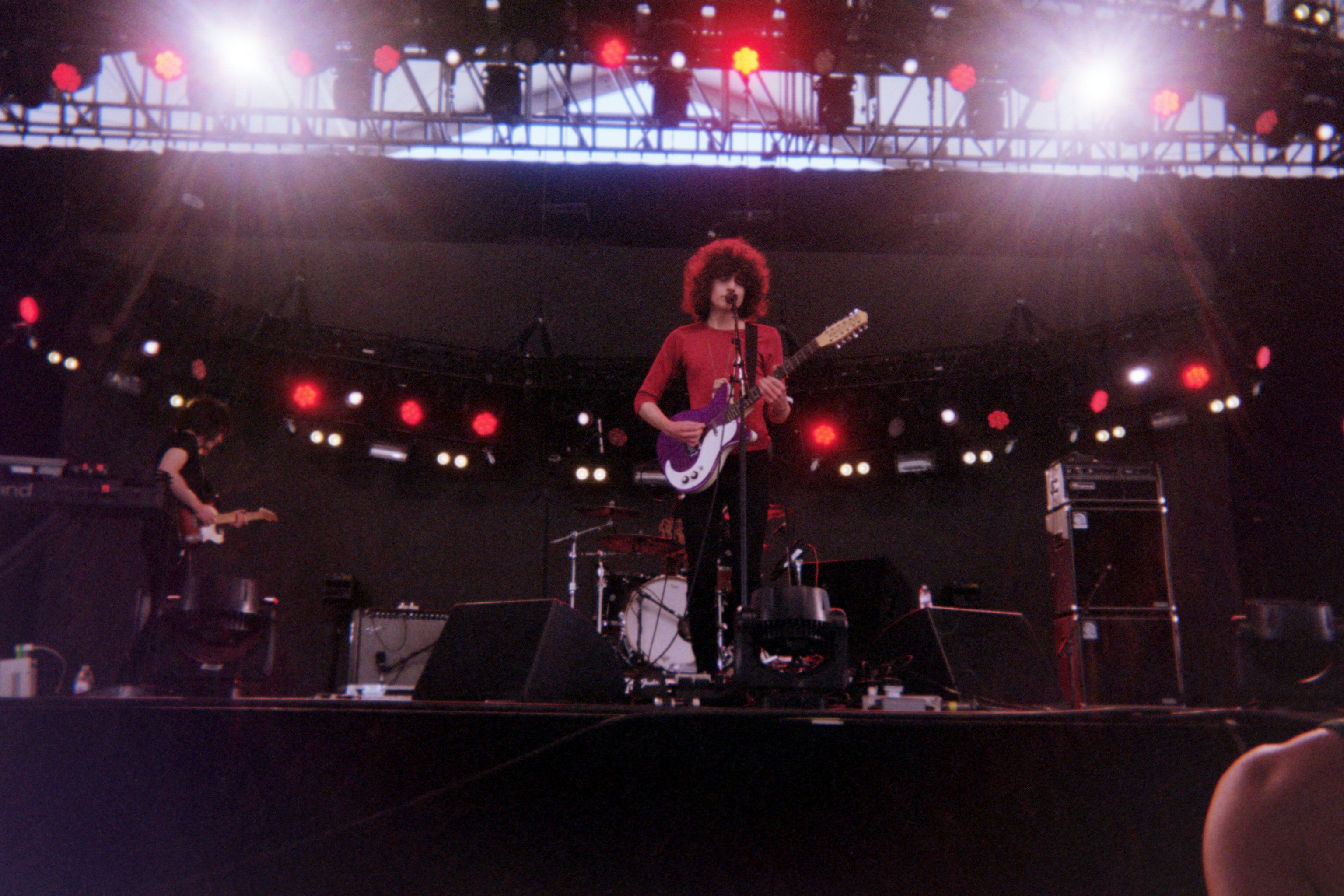
Auftritt beim Coachella Valley Music and Arts Festival, 2014

Die Band bildete sich Mitte 2012 ursprünglich als Heimstudio-Projekt. Bagshaw und Warmsley kannten sich bereits seit langem, da sie rivalisierenden Jugendbanden in ihrer Heimatstadt Kettering angehörten. Das Duo spielte später in der Northamptoner Band The Moons und bei The Lightning Seeds. Bagshaw und Warmsley stellten vier selbst produzierte Stücke bei YouTube ein, die die Aufmerksamkeit von Jeff Barrett, Gründer des Heavenly Records Plattenlabels, erregten. Mit ihm veröffentlichten sie die Debüt-Single Shelter Song im November 2012. Die Band spielte zunächst auf großen Musikfestivals in Großbritannien sowie Europa. Im Oktober 2013 unternahm sie eine Tour durch Großbritannien und tourte 2014 durch Europa, Nordamerika sowie Australien. Erste Auftritte im US-Fernsehen erfolgten 2014 in der Late-Night-Show The Tonight Show Starring Jimmy Fallon und der The Ellen DeGeneres Show. 2015 stellte die Band zwei neue Songs live vor und bestätigte, dass sie an einem neuen Album arbeitet.

## Diskografie

### Alben
- Sun Structures (5. Februar 2014)
- Volcano (3. März 2017)
- Hot Motion (27. September 2019)
- Exotico (14. April 2023)

### Remixalben
- Sun Restructured (10. November 2014)

### EPs
- Shelter Song EP (7. Juli 2014)
- Mesmerise Live EP (16. September 2014)

### Singles
- Shelter Song / Prisms (12. November 2012)
- Colours to Life / Ankh (24. Juni 2013)
- Keep in the Dark / Jewel of Mine Eye (7. Oktober 2013)
- Mesmerise (20. November 2013)
- Move with the Season (3. November 2014)